# Чемпреси (породица)
Cupressaceae (породица чемпреса) представља породицу четинара из реда Pinales. Садржи око 30 родова. Већина биљака су зимзелене са четинама који трају и по 10 година.

## Родови
1. Athrotaxis
2. Austrocedrus
3. Callitris
4. Callitropsis
5. Calocedrus
6. Chamaecyparis
7. Cryptomeria
8. Cunninghamia
9. Cupressus
10. Diselma
11. Fitzroya
12. Fokienia
13. Glyptostrobus
14. Hesperocyparis
15. Juniperus
16. Metasequoia
17. Microbiota
18. Papuacedrus
19. Pilgerodendron
20. Platycladus
21. Sequoia
22. Sequoiadendron
23. Taiwania
24. Taxodium
25. Tetraclinis
26. Thuja
27. Thujopsis
28. Widdringtonia
29. Xanthocyparis